# Proteus vulgaris
Proteus vulgaris ist der Name einer gramnegativen Bakterienart, deren Zellen stäbchenförmig sind und die zur Gattung Proteus in der Familie der Morganellaceae gehört. Proteus vulgaris ist Teil der normalen Darmflora von Tieren und Menschen und verwertet als Saprophyt tote Biomasse, beispielsweise im Erdboden oder Abwasser. Es gibt Fälle, in denen das Bakterium Krankheiten verursacht hat, allerdings ist seine medizinische Bedeutung im Vergleich zu Proteus mirabilis als gering anzusehen. Das Genom des Bakteriums wurde im Jahr 2018 vollständig sequenziert.

## Merkmale

### Erscheinungsbild
Proteus vulgaris ist ein gramnegatives stäbchenförmiges Bakterium, die Zellen sind peritrich begeißelt und damit zur aktiven Bewegung fähig, sie sind motil. Auf Nährböden zeigt sich das für Vertreter der Gattung Proteus typische „Schwärm-Phänomen“.

### Wachstum und Stoffwechsel
Wie bei den Vertretern der Morganellaceae üblich, verläuft der Oxidase-Test negativ. Proteus vulgaris ist fakultativ anaerob, d. h. das Bakterium kann mit oder ohne Sauerstoff wachsen. Als typische Gärung wird die gemischte Säuregärung zur Energiegewinnung durchgeführt. Im Gegensatz zu Proteus mirabilis zeigt P. vulgaris im Indol-Test eine positive Reaktion. Da aber auch Indol-positive Stämme von P. mirabilis existieren, ist ein weiteres Unterscheidungsmerkmal der Nachweis des Enzyms Ornithindecarboxylase (ODC): P. mirabilis verfügt über dieses Enzym (ODC-positiv), P. vulgaris hingegen nicht (ODC-negativ). Weitere Informationen sind im Abschnitt Nachweise zu finden.
Für die Kultivierung sind einfache Nährmedien geeignet, die Bakterien lassen sich beispielsweise auf Casein-Soja-Pepton-Agar (CASO-Agar) oder LB-Agar anzüchten, auch Blutagar ist geeignet sowie Selektivnährmedien, die zur Isolierung und Unterscheidung von Vertretern der Enterobakterien geeignet sind, beispielsweise MacConkey-Agar. Proteus vulgaris ist mesophil, optimales Wachstum erfolgt in einem Temperaturbereich von 30–37 °C.

### Genetik
Das Genom des Bakterienstammes Proteus vulgaris FDAARGOS_366 wurde im Jahr 2018 vollständig sequenziert und 2019 veröffentlicht. Das Genom weist eine Größe von 3962 Kilobasenpaaren (kbp) auf, was in etwa mit der Genomgröße von Escherichia coli vergleichbar ist. Es sind 3462 Proteine annotiert. Die Ergebnisse der Sequenzierungen zeigen einen GC-Gehalt (den Anteil der Nukleinbasen Guanin und Cytosin) in der Bakterien-DNA von 38 Mol-Prozent. Es wurden auch vier verschiedene Plasmide sequenziert, ihre Größe liegt zwischen 3 und 217 Kilobasenpaaren, sie enthalten 4–300 Gene.

### Pathogenität
Bei Proteus vulgaris handelt es sich um einen fakultativ pathogenen (opportunistischen) Erreger, der auch bei gesunden Menschen häufig im Darm vorkommt und nicht notwendigerweise Krankheiten verursacht. P. vulgaris wird durch die Biostoffverordnung in Verbindung mit der TRBA (Technische Regeln für Biologische Arbeitsstoffe) 466 der Risikogruppe 2 zugeordnet.

### Nachweise
→ Siehe auch: Abschnitt Nachweise im Artikel der Gattung Proteus
Auf Selektivnährmedien, die zur Isolierung und Unterscheidung von Vertretern der Enterobakterien geeignet sind und die Lactose enthalten (z. B. MacConkey-Agar) zeigen sich die für die Gattung Proteus typischen Lactose-negative Kolonien. Biochemische Merkmale, wie beispielsweise die vorhandenen Enzyme und die daraus resultierenden Stoffwechseleigenschaften können in einer Bunten Reihe zur Identifizierung von Proteus-Arten bzw. Unterscheidung dieser von anderen Vertretern der Enterobakterien genutzt werden.
Proteus vulgaris bildet das Enzym Urease, das Harnstoff spalten kann, ebenso ist das Enzym Phenylalanin-Desaminase vorhanden. Hingegen fehlen die Enzyme Lysindecarboxylase (LDC), Arginindihydrolase (ADH) und Ornithindecarboxylase (ODC). Letzteres ist ein wichtiges Merkmal zur Unterscheidung von Proteus mirabilis (ODC-positiv). P. vulgaris kann Schwefelwasserstoff aus schwefelhaltigen Aminosäuren bilden und bildet Indol. Der positive Indol-Test ist ein weiteres wichtiges Merkmal zur Unterscheidung von P. mirabilis (Indol-negativ). Manche Stämme sind in der Lage, Gelatine zu hydrolysieren, das trifft aber nicht auf alle zu. Zusätzlich wird geprüft, welche Kohlenhydrate unter Säurebildung verwertet werden können.
Diese Untersuchungen können für miniaturisierte Testsysteme (z. B. das API 20 E-System) verwendet werden. Die Ergebnisse für Proteus vulgaris sind in der frei zugänglichen Datenbank BacDive der DSMZ (Deutsche Sammlung von Mikroorganismen und Zellkulturen) einsehbar. Auch gerätetechnisch automatisierte Systeme (z. B. das Vitek-System) basieren auf den Stoffwechseleigenschaften. Gerade in Laboren mit hohem Probendurchsatz werden die biochemischen Diagnosetests zunehmend durch massenspektrometrische Messungen (MALDI-TOF) ersetzt, da diese schneller und auf Speziesebene zuverlässigere Ergebnisse liefern.

## Systematik und Taxonomie
Proteus vulgaris (gleiches gilt für P. mirabilis) wurde 1885 von dem Erlanger Pathologen Gustav Hauser entdeckt und erstbeschrieben. Der Artikel trägt den Namen Über Fäulnisbakterien und deren Beziehungen zur Septicämie. Ein Beitrag zur Morphologie der Spaltpilze. Das Epitheton P. vulgaris bedeutet „gewöhnlich, normal, üblich“. P. vulgaris ist die Typusspezies der Gattung Proteus.
In den letzten Jahrzehnten hat das Taxon Proteus, insbesondere Proteus vulgaris, einige Änderungen in der Taxonomie durchgemacht. 1982 wurde Proteus vulgaris in drei Gruppen (engl. biogroups) auf der Grundlage der Indolproduktion, der Verwertung von Salicin und der Äskulinspaltung getrennt. Die erste Gruppe (biogroup 1) verhält sich in allen drei Reaktionen negativ und wurde als eine neue Art abgetrennt (Proteus penneri). Die zweite Gruppe (biogroup 2) verhält sich in allen drei Reaktionen positiv und verblieb als Proteus vulgaris. Die dritte Gruppe (biogroup 3) verhält sich positiv im Indol-Test, aber negativ für die Verwertung von Salicin und die Äskulinspaltung. Genetische Untersuchungen im Jahr 1995 mit Hilfe der DNA-Hybridisierung führten zur Aufgliederung der biogroup 3 in vier Taxa (Genomspezies 3 bis 6), die zunächst bis zu einer besseren Charakterisierung nicht als Arten beschrieben worden sind; eine davon (Genomspezies 3) wurde im Jahr 2000 als Proteus hauseri beschrieben. Wegen der veränderten Taxonomie wird in der Literatur auch der Begriff Proteus vulgaris group verwendet, bestehend aus P. vulgaris, P. hauseri und den Genomspezies.
Die genetischen und phänotypischen Untersuchungen von Brenner, O’Hara u. a. umfassten 36 Stämme der biogroup 3, einschließlich des damals als Typusstamm der Art definierten Stammes Proteus vulgaris NCTC 4175 (= ATCC 13315). Nach der Einteilung in vier Genomspezies zeigte sich, dass Genomspezies 3 nur diesen Stamm und einen weiteren enthielt. Als Angehöriger der biogroup 3 zeigte der damalige Typusstamm neben genetischen Unterschieden auch untypische Ergebnisse in den biochemischen Reaktionen. Das hätte zur Folge, dass Hunderte Stämme der biogroup 2 mit den über Jahrzehnten gesammelten Informationen zu P. vulgaris nun zu einer anderen Art gestellt werden müssten, da die Art über den Typusstamm definiert ist, entsprechend den Regeln des Bakteriologischen Codes (International Code of Nomenclature of Bacteria). Um dies zu verhindern, schlugen die beteiligten Wissenschaftler einen anderen Stamm – ATCC 29905 aus der biogroup 2 – als Neotyp vor.
1999 wurde dies in der Judicial Opinion 70 der Judicial Commission (etwa „richterliche oder unparteiische Kommission“) der Internationalen Kommission für die Systematik der Prokaryoten (International Committee on Systematics of Prokaryotes, ICSP) bestätigt. Folglich ist der korrekte Name der Art Proteus vulgaris Hauser 1885 (Approved Lists 1980) emend. Judicial Commission 1999. Der neue Typusstamm der Art ist Proteus vulgaris ATCC 29905, in anderen Stammsammlungen wird er als CCUG 35382 = CCUG 39507, CDC PR1, CIP 104989, DSM 13387, LMG 16708 bzw. NCTC 13145 geführt.

## Vorkommen
→ Siehe auch: Abschnitt Vorkommen im Artikel der Gattung Proteus
Proteus vulgaris ist Teil der normalen Darmflora des Menschen. Als Saprophyt (Destruent organischer Stoffe) kommt das Bakterium im Erdboden, im Abwasser oder auf Tierkadavern vor. In einer im Jahr 2000 durchgeführten Untersuchung zur Klassifizierung von bestimmten Gruppen von Proteus vulgaris-Stämmen (biogroup 2, biogroup 3) stammten die Isolate hauptsächlich aus Urin, weiterhin aus Fäzes, Wundabstrichen, Sputum und anderem medizinischen Untersuchungsmaterial von menschlichen Patienten sowie zwei Isolate von Tieren.
In einem 2016 in der wissenschaftlichen Fachzeitschrift Microbial Ecology veröffentlichten Beitrag wertet Dominika Drzewiecka über 150 wissenschaftliche Artikel zum Thema „Bedeutung und Funktionen von Proteus spp. Bakterien in der natürlichen Umgebung“ aus. Nicht bei allen dokumentierten Funden wird die Proteus-Spezies angegeben, wenn dies der Fall ist, finden sich auch Angaben zur P. vulgaris group (inklusive des später als eigene Art abgetrennten P. hauseri und der Genomspezies). Bei zahlreichen Tieren findet sich P. vulgaris im Darm bzw. Verdauungstrakt, darunter Hausschweine, Hausrinder, Vögel (u. a. Sperlinge, Amseln und Kuhstärlinge) und der Westliche Flachlandgorilla (Gorilla gorilla gorilla). Das Bakterium gehört zum Mikrobiom der Kloake, manchmal auch der Maulhöhle von einigen Amphibien, z. B. Lissotriton vulgaris (Teichmolch) und Pelophylax ridibundus (Seefrosch) und Reptilien, z. B. Natrix natrix (Ringelnatter), Ptyas mucosus (Indische Rattenschlange) und verschiedener Schildkröten-Arten wie Mauremys rivulata (Westkaspische Schildkröte), Chelonia mydas (Grüne Meeresschildkröte) und Caretta caretta (Unechte Karettschildkröte).
In einer 2018 veröffentlichten Untersuchung wurde das Vorkommen von Proteus-Arten bei insgesamt 52 Exemplaren fünf verschiedener Schildkröten-Arten geprüft, die auch als Haustier gehalten werden. Bei sieben Exemplaren wurde P. vulgaris nachgewiesen, je viermal bei Ocadia sinensis (bzw. Mauremys sinensis, Chinesische Streifenschildkröte aus der Gattung der Bachschildkröten), zweimal bei Pseudemys concinna concinna (Westliche Hieroglyphen-Schmuckschildkröte, eine Unterart der Gewöhnlichen Schmuckschildkröte) und einmal bei Pelusios castaneus (Westafrikanische Klappbrust-Pelomeduse aus der Familie der Pelomedusenschildkröten). Zum Vergleich: P. mirabilis wurde bei 15 und P. hauseri bei zwei Tieren nachgewiesen. Als Probe diente der Kot der Schildkröten sowie das Wasser, das für ihre Haltung benutzt wurde.
Bei Funden von P. vulgaris in oder auf Fischen wird vermutet, dass Fäkalien im Wasser die Ursache dafür sind. Nachweise des Bakteriums gab es bei Scomber scombrus (Makrele), Scomber japonicus (Japanische Makrele), Limanda herzensteini (aus der Familie der Schollen) und Oreochromis niloticus (aus der Familie der Buntbarsche), die Isolate stammten aus den Kiemen, dem Verdauungstrakt und/oder von der Körperoberfläche. Bei der Makrele waren die Proteus-Bakterien die einzigen Vertreter der Enterobakterien, die gefunden wurden.

## Medizinische Bedeutung
Bei Proteus vulgaris handelt es sich um einen fakultativ pathogenen (opportunistischen) Erreger, der auch bei gesunden Menschen häufig im Darm vorkommt und nicht notwendigerweise Krankheiten verursacht. Er spielt eine  Rolle als Krankheitserreger nosokomialer Infektionen, z. B. Harnwegsinfektionen – oftmals bei längerfristiger Verwendung von Blasenkathetern – oder Wundinfektionen. P. vulgaris macht jedoch weniger als 10 % der Infektionen mit Bakterien der Gattung Proteus aus, was wahrscheinlich mit seinem insgesamt geringerem Vorkommen beim Menschen zusammenhängt. So ist bei durch Proteus spp. verursachten Harnwegsinfektionen in den meisten Fällen P. mirabilis der Krankheitserreger und nicht P. vulgaris. Hinweise zu Antibiotika finden sich im Abschnitt Antibiotikaresistenzen und wirksame Antibiotika im Artikel der Gattung Proteus.